# Wenn du jung bist, gehört dir die Welt
Wenn du jung bist, gehört dir die Welt ist ein österreichischer Gesangs- und Liebesfilm aus dem Jahre 1933 von Richard Oswald. In der Hauptrolle ist der kurz zuvor von den Nazis aus Deutschland vertriebene, jüdische Sänger Joseph Schmidt zu hören und zu sehen.

## Handlung
Carlo, der Sohn der Hauswirtschafterin Theresa, hat eine einzigartige Gesangsstimme, muss aber dem Wunsch des Gutsherrn Rossani folgen und als Gärtner arbeiten. Dabei erträumt sich Carlo nichts anderes, als dass er eines Tages als Sänger groß herauskommt. Carlo ist heimlich in Lisetta, die blonde hübsche Tochter des Gutsbesitzers, verliebt. Mit ihr und dem Organistensohn Roberto hat er seine Jugendzeit verbracht. Viele Jahre sind ins Land gegangen, ohne dass sich zwischen Carlo und Lisetta etwas entwickelt hat. Die junge Frau hat sich auch längst in Carlos Freund Roberto verliebt, ohne dass Carlo davon weiß. Anlässlich Lisettas 21. Geburtstag sieht Carlo seine letzte Chance, mit einer geschmetterten Arie ihr Herz zu erobern. Doch Gutsbesitzer Rossani lehnt dies Ansinnen ab. Enttäuscht klagt Carlo seinem Freund und Beschützer Beppo, einem Kutscher, sein Leid. Der rät ihm, fort zu gehen, seine Stimme bei einem Fachmann zur Perfektion auszubilden und dann zurückzukehren, um noch einmal sein Glück bei Lisetta zu versuchen.
Zusammen mit Beppo zieht Carlo in die Stadt. Durch einen Zufall kann er sein Talent zeigen, als er für einen ausgefallenen Sänger einspringt. Plötzlich wird Carlo als große Entdeckung gefeiert und eine Weltkarriere scheint ihm offenzustehen. Doch die Karriere ist Carlo egal, noch immer treibt ihn einzig die Liebe zu Lisetta an. Die aber hat sich längst für Roberto entschieden. Da aber Carlo nicht in ihr Herz hineinschauen kann, wirft er sich mächtig ins Zeug, als er von Rossanis hoher Verschuldung hört. Lisetta zuliebe lässt er Beppo alle Wechsel aufkaufen, um das Gut von Lisettas Vater nicht bankrottgehen zu lassen. Nach einer erfolgreichen Amerika-Tournee will Carlo auf einem Fest, das ihm zu Ehren gegeben wird, Lisetta seine Liebe gestehen, doch Rossani kommt ihm zuvor und verkündet auf der Feier die Verlobung seiner Tochter mit Roberto. Geknickt zerreißt Carlo Rossanis Wechsel und zieht sich in die Welt der Musik zurück.

## Produktionsnotizen
Wenn du jung bist, gehört dir die Welt entstand November/Dezember 1933 in Wien (Studioaufnahmen) und an der Riviera (Außenaufnahmen) und wurde am 31. Januar 1934 in Österreich uraufgeführt. Eine deutsche Premiere hat es aufgrund der starken jüdischen Beteiligung an diesem Film nicht gegeben.
Ein gewisser Henry Oebels-Oebström wird offiziell als Regisseur des Films angegeben, doch ist mittlerweile unstrittig, dass Oswald diesen Film weitgehend eigenhändig inszeniert hat.
Alfred Norkus und J. W. Beyer sorgten für den Ton, Drehbuchautor Ernst Neubach schrieb auch die Liedtexte.

## Rezeption
Paimann’s Filmlisten resümierte: „Das Sujet behandelt, wenig abwechslungsreich und mit ausgedehnten Passagen, wieder die Tragik des Künstlers, soll ihm nur Gelegenheit zum Singen geben. Es fehlt aber diesmal, trotz Opernarien, Volksliedern und ohrengängigen modernen Schlagern die große, mitreißende Melodie.“

„Wie auch ‚Abenteuer am Lido‘ wird dieser Joseph-Schmidt-Film im »Deutschen Reich« wegen der Mitwirkung jüdischer Künstler verboten. Die Verbote kamen überraschend und setzten die österreichische Filmwirtschaft unter Druck; sie läuten in der Folge die schleichende »Arisierung« des nach Deutschland orientierten, österreichischen Exportfilms ein. Trotz antisemitischer Attacken in der österreichischen Ausgabe des Stürmers gegen wenn du jung bist, gehört dir die welt und die Person Oswald, wird der Film zum großen Publikumserfolg. Von der Kritik hervorgehoben wurde vor allem die Regieleistung Oswalds.“